# THE EARTHSHAKER
『THE EARTHSHAKER』（ジ・アースシェイカー）は、EARTHSHAKERの20枚目のオリジナル・アルバム。

## 概要
デビュー30周年記念アルバムであり、デビュー日と同日にリリースされた。
新たな試みとして、10分を越える大作「切り取られた夜」にもチャレンジしている。
本作及び、5月22日にリリースされた西田昌史のソロ・アルバム『MARCY』及び、石原慎一郎のソロ・アルバム『SHARA』を購入すると、『EARTHSHAKER 未発表ライブ映像DVD』がプレゼントされた。

## 収録曲
（全作曲（特記以外）：石原慎一郎）
1. 放熱
  - 作詞：天野月
2. Hand
  - 作詞：西田昌史
3. 月に叢雲花に風
  - 作詞：天野月 / 作曲：西田昌史
4. 僕の詩、その証を君へ
  - 作詞：西田昌史
5. 作りかけのForever
  - 作詞：マイクスギヤマ / 作曲：西田昌史
6. 美しき世界
  - 作詞：西田昌史
7. 約束
  - 作詞・作曲：西田昌史
8. エンジン
  - 作詞：天野月
9. SING IT NOW TOGETHER
  - 作詞：マイクスギヤマ
10. 切り取られた夜
  - 作詞：西田昌史